# Sam and Friends
Sam and Friends è stato il primo programma realizzato da Jim Henson che caratterizza per la prima volta i Muppet, con l'ausilio di sua moglie Jane Henson, prodotto a Washington D.C. mandato in onda dal 1955 fino al 1961.
Lo spettacolo durava soli 5 minuti e il suo format era molto semplice: nei primi tre minuti veniva eseguita una canzone o recitato uno sketch dai precoci Muppet. Nei restanti minuti, i Muppet sponsorizzavano una marca di prodotti da macello dell'epoca.
La maggior parte degli episodi di Sam and Friends sono stati perduti nel tempo, a causa del fatto che ai quei tempi registrare gli episodi era costoso. Gli episodi sopravvissuti sono tutt'oggi conservati al Paley Center for Media.

## Personaggi
I personaggi di Sam and Friends erano semplici e realizzati con oggetti trovati in casa (come Kermit, uno dei personaggi di questo show, stato costruito con un vecchio cappotto).
Nessuno dei personaggi di questo programma (escluso Kermit la rana che è successivamente diventato la star dei Muppet) è stato riutilizzato in altre produzione dei Muppets. In uno speciale televisivo del 1986 dove viene festeggiato il 30º anniversario della creazione dei Muppet, Sam, Harry e Yorik fanno una comparsa a sorpresa.
Gli originali personaggi di Sam and Friends sono stati donati da Jane Henson (che ha conservato gli originali Muppets) al National Museum of American History nel 2010.
- Sam: è il protagonista dello spettacolo. Lui è un uomo alto e calvo che non ha mai parlato ed è realizzato in carta pesta.
- Harry: è un Beatnik che parla con un gergo alla moda e porta sempre degli occhiali da sole.
- Yorik: è un teschio viola famelico che mangia qualunque cosa, anche non commestibile (Cookie Monster potrebbe essere un personaggio ispirato da Yorik).
- Kermit: è il primo burattino costruito dal giovane Jim Henson. In questo periodo, Kermit non veniva considerato una rana, ma una creatura senza specie apparente, inoltre, il precoce Kermit non aveva ancora il suo famoso colletto ed aveva piedi arrotondati.
- Prof. Madcliffe: è un uomo alto molto energico che si rivolge alle altre persone spesso urlando.
- Chicken Liver: chiamato anche Theodore, è un umanoide dalla testa alta e da un grosso naso. Esso è stato il Muppet favorito di Jane Henson.
- Hank e Frank: sono due uomini calvi completamente identici.
- Mushmellon: è un piccolo mostro giallo.
- Icky Gunk: è un serpente con le braccia.
- Hanrietta: è una donna dai capelli rossi e lunghi.
- Moldy Hay: un uomo grasso delle orecchie a sventola e dai capelli che gli coprono gli occhi.
- Omar: è un uomo biondo con un naso molto lungo. È un burattino realizzato in carta pesta.

## Episodi sopravvissuti
Ecco l'elenco dei pochi episodi sopravvissuti:
- Anything You Can Do: due Kermit cantano la canzone.
- C'est si bon: Moldy Hay canta la canzone affiancato da Hank e Frank.
- A Horse Name Bill: Kermit canta la canzone suonando il suo banjo.
- Huntley e Brinkley: Kermit ospita una falsa intervista per la NBC News con Chet Huntley e David Brinkley (interpretati da Hank e Frank).
- I've Got You Under My Skin: Hank, Frank e Inky Gunk che indossa una parrucca, cantano una versione lips-sync della canzone. Successivamente Kermit si unisce al coro.
- Poison to Poison: Harry da un'intervista a Chicken Liver (che in questo sketch interpreta Alfred Hitchcock). Questo sketch e lips-sync.
- Powder-Burn:: uno sketch western in cui lo sceriffo Chicker Liver deve sfidare Black Bart (Yorik) a dama!
- Singing' in the Rain: una bambina Muppet canta la canzone sotto la pioggia, all'improvviso la pioggia diventa un diluvio fino a fare annegare la bambina.
- That Old Black Magic : Harry e Yorik guardano in televisione Sam e Kermit (con una parrucca da donna) la canzone in lips-sync.
- The Visual Thinking: Kermit e Harry usano l'arte del pensiero visivo, l'arte di far diventare scritte parole e suoni.
- The Westerns: Kermit e Chicken Liver hanno difficoltà a stare a cavallo.
- Where Hunger Is From: Yorik si sveglia nel mezzo della notte per avere uno spuntino di mezzanotte.
- The Yellow Rose of Texas: Kermit canta la canzone vestito da cowboy mentre e alle prese con un batterista fuori controllo.
- Il Magazzino: Kermit è scettico sul nuovo lavoro di Harry.